# Grady Sutton
Grady Sutton, född 5 april 1906 i Chattanooga, Tennessee, död 17 september 1995 i Woodland Hills, Los Angeles, Kalifornien, var en amerikansk skådespelare. Sutton filmdebuterade som statist 1925 och kom totalt att medverka i runt 200 filmer. Han blev ofta typecastad i mindre roller som något bortkomna och naiva karaktärer. Han medverkade i flera av W.C. Fields filmer.

## Filmografi (i urval)
- 1925 – Heja! Heja! Heja! (ej krediterad)
- 1926 – Friskt humör (ej krediterad)
- 1932 – Här vilar inga lessamheter
- 1932 – Filmflugan (ej krediterad)
- 1933 – En enda natt (ej krediterad)
- 1935 – Vid 19 år
- 1935 – Man on the Flying Trapeze
- 1936 – Godfrey ordnar allt (ej krediterad)
- 1937 – Förbjuden ingång
- 1938 – Hans hemliga fru
- 1938 – Kjol- och rackartyg
- 1938 – 3 friare söka fästmö
- 1939 – Jag svär vid mina ögon
- 1939 – Envis som synden (ej krediterad)
- 1939 – Hjärter är trumf (ej krediterad)
- 1939 – Mej lurar ni inte (ej krediterad)
- 1940 – Bankdeckaren
- 1940 – Han stannade till frukost
- 1943 – Ett sånt fruntimmer
- 1943 – Ungkarlsfällan (ej krediterad)
- 1944 – Seger över smärtan
- 1945 – Säg det med sång
- 1945 – En stackars miljonär (ej krediterad)
- 1946 – Brottsling gör revolt (ej krediterad)
- 1946 – Fåfäng var min dröm (ej krediterad)
- 1946 – Ziegfeld Follies (ej krediterad)
- 1947 – Min irländska ros
- 1948 – Ord i rättan tid
- 1948 – På kryss till Rio (ej krediterad)
- 1954 – En stjärna föds (ej krediterad)
- 1954 – Hur tokigt som helst (ej krediterad)
- 1954 – White Christmas (ej krediterad)
- 1962 – Sol och vår och kär
- 1962 – Something's Got to Give
- 1971 – Latigo
- 1979 – Rock 'n' Roll High School